# 모니카 키나
모니카 키나(Monica Keena, 1979년 5월 25일 ~ )는 미국의 배우이다.

## 출연 작품
- 고스트 앤드 웨일 (2017)
- 맨슨 걸스 (2015)
- 생존자들 (2012)
- 노아-40일간의기적 (2012)
- 더 내로우스 (2008)
- 로디드 (2008)
- 프라이빗 프랙티스 (2007)
- 브룩클린 룰스 (2007)
- 래더 이펙트 (2006)
- 올 쉬 원츠 포 크리스마스 (2006)
- 롱 디스턴스 (2005)
- 그레이 아나토미 시즌2 (2005)
- 즐거운 경찰 (2005)
- 안투라지 시즌1 (2004)
- 프레디 VS 제이슨 (2003)
- 살인을 꿈꾸는 아이들 (2000)
- 대통령의 딸 (1999)
- 프리티 펀치 (1998)
- 도슨의 청춘일기 (1998)
- 킹 오브 더 힐 (1997)
- 스노우 화이트 (1997)
- 데블스 에드버킷 (1997)
- 당신이 잠든 사이에 (1995)